# NGC 3657
NGC 3657 este o intermediate spiral galaxy⁠(d) situată în constelația Ursa Mare. A fost descoperită în 12 aprilie 1789 de către William Herschel. Se află la o distanță de 21,26 de megaparseci de Pământ.